# Raphia gentiliana
Raphia gentiliana là loài thực vật có hoa thuộc họ Arecaceae. Loài này được De Wild. miêu tả khoa học đầu tiên năm 1905.